# Exorista flaviceps
Exorista flaviceps är en tvåvingeart som beskrevs av Macquart 1847. Exorista flaviceps ingår i släktet Exorista och familjen parasitflugor. Inga underarter finns listade i Catalogue of Life.